# Desmond Howard
Desmond Kevin Howard (Cleveland, Ohio, 15 mei 1970) is een Amerikaans voormalig Americanfootballspeler voor de Washington Redskins, de Jacksonville Jaguars, de Green Bay Packers, de Oakland Raiders en de Detroit Lions in de National Football League. Howard speelde als wide receiver en won eenmaal de Super Bowl.